# Nigeria FA Cup 2021
Der Nigeria FA Cup 2021, auch als AITEO Cup 2021 bekannt, war die 75. Austragung des höchsten nigerianischen Fußballwettbewerbs. Der Wettbewerb wurde von der Nigeria Football Federation ausgetragen. Er begann mit der Rookie Stage und endete mit dem Finale am 8. August 2021.

## Termine
| Runde         | Datum               |
| ------------- | ------------------- |
| Rookie Stage  |                     |
| 1. Runde      | 7. bis 9. Juli 2021 |
| Achtelfinale  |                     |
| Viertelfinale | 22. Juli 2021       |
| Halbfinale    | 30. Juli 2021       |
| Finale        | 8. August 2021      |

## Spiele

### Rookie Stage
| Datum     |                  | Ergebnis |                      |
| --------- | ---------------- | -------- | -------------------- |
| Unbekannt | Bendel Insurance | w/o      | Calabar Rovers FC    |
| Unbekannt | Ngwa United      | 0:2      | El-Kanemi Warriors   |
| Unbekannt | FC Technobat     | 0:8      | Shooting Stars FC    |
| Unbekannt | Bayelsa United   | 1:0      | NAF FC               |
| Unbekannt | Aspire FC        | 1:3      | Yobe Desert Stars FC |

### 1. Runde
| Datum        |                      | Ergebnis        |                    |
| ------------ | -------------------- | --------------- | ------------------ |
| 7. Juli 2021 | Kano Pillars         | 4:2             | Smart City FC      |
| 7. Juli 2021 | Warri Wolves FC      | 0:0 (4:5 i. E.) | Green Beret FC     |
| 7. Juli 2021 | Sunshine Stars FC    | 1:1 (6:5 i. E.) | Kogi United FC     |
| 7. Juli 2021 | Katsina United FC    | 0:0 (5:3 i. E.) | El-Kanemi Warriors |
| 7. Juli 2021 | Akwa United          | 0:1             | Gateway United FC  |
| 7. Juli 2021 | Bayelsa United       | 1:0             | Enugu Rangers      |
| 7. Juli 2021 | Yobe Desert Stars FC | 0:1             | Lobi Stars         |
| 7. Juli 2021 | Sokoto United FC     | 1:2             | Rivers United FC   |
| 7. Juli 2021 | Ekiti United FC      | 0:0 (4:5 i. E.) | Heartland FC       |
| 7. Juli 2021 | Zamfara United FC    | 0:5             | Abia Warriors FC   |
| 7. Juli 2021 | Mai Ngwa             | 0:2             | Niger Tornadoes    |
| 8. Juli 2021 | Jigawa Golden Stars  | 0:3             | Plateau United     |
| 8. Juli 2021 | Bendel Insurance     | 1:3             | Nasarawa United FC |
| 8. Juli 2021 | Shooting Stars FC    | 0:0 (3:5 i. E.) | Gombe United FC    |
| 8. Juli 2021 | Wikki Tourists       | 1:0             | Osun United FC     |
| 9. Juli 2021 | Kwara United FC      | 1:1 (4:5 i. E.) | Kebbi United FC    |

### Achtelfinale
| Datum     |                   | Ergebnis        |                    |
| --------- | ----------------- | --------------- | ------------------ |
| Unbekannt | Kano Pillars      | 0:0 (3:2 i. E.) | Kebbi United FC    |
| Unbekannt | Green Beret FC    | 0:0 (4:5 i. E.) | Sunshine Stars FC  |
| Unbekannt | Plateau United    | 1:3             | Nasarawa United FC |
| Unbekannt | Katsina United FC | 1:1 (4:5 i. E.) | Gombe United FC    |
| Unbekannt | Gateway United FC | 1:1 (4:3 i. E.) | Wikki Tourists     |
| Unbekannt | Bayelsa United    | 2:0             | Lobi Stars         |
| Unbekannt | Rivers United FC  | 3:1             | Heartland FC       |
| Unbekannt | Abia Warriors FC  | 2:3             | Niger Tornadoes    |

### Viertelfinale
| Datum         |                    | Ergebnis        |                   |
| ------------- | ------------------ | --------------- | ----------------- |
| 22. Juli 2021 | Kano Pillars       | 0:1             | Sunshine Stars FC |
| 22. Juli 2021 | Nasarawa United FC | 1:0             | Gombe United FC   |
| 22. Juli 2021 | Gateway United FC  | 1:1 (4:5 i. E.) | Bayelsa United    |
| 22. Juli 2021 | Rivers United FC   | 1:0             | Niger Tornadoes   |

### Halbfinale
| Datum         |                    | Ergebnis        |                   |
| ------------- | ------------------ | --------------- | ----------------- |
| 30. Juli 2021 | Nasarawa United FC | 2:2 (6:5 i. E.) | Sunshine Stars FC |
| 30. Juli 2021 | Bayelsa United     | 1:0             | Rivers United FC  |

### Finale
| Datum          |                    | Ergebnis        |                |
| -------------- | ------------------ | --------------- | -------------- |
| 8. August 2021 | Nasarawa United FC | 2:2 (3:4 i. E.) | Bayelsa United |